# Молдова на зимових Олімпійських іграх 1994
Молдова брала участь у Зимових Олімпійських іграх  1994 року в Ліллегамері (Норвегія) вперше за свою історію, але не завоювала жодної медалі. Збірну країни представляли 2 спортсмени в змаганнях з біатлону. Прапороносцем на церемонії відкриття Олімпіади став Василь Герги.

## Спортсмени
| Вид спорту | Чоловіки | Жінки | Всього |
| ---------- | -------- | ----- | ------ |
| Біатлон    | 1        | 1     | 2      |
| Усього     | 1        | 1     | 2      |

## Біатлон
| Змагання                                | Спортсмени     | Час       | Промахи | Місце |
| --------------------------------------- | -------------- | --------- | ------- | ----- |
| спринт, 10 км, чоловіки                 | Василь Герги   | 34:48.0   | 3       | 68    |
| індивідуальні перегони, 20 км, чоловіки | Василь Герги   | 1:16:30.4 | 9       | 70    |
| спринт, 7,5 км, жінки                   | Олена Горохова | 35:04.1   | 7       | 69    |
| індивідуальні перегони, 15км, жінки     | Олена Горохова | 1:13:33.1 | 14      | 68    |